# 拉杜伊爾角

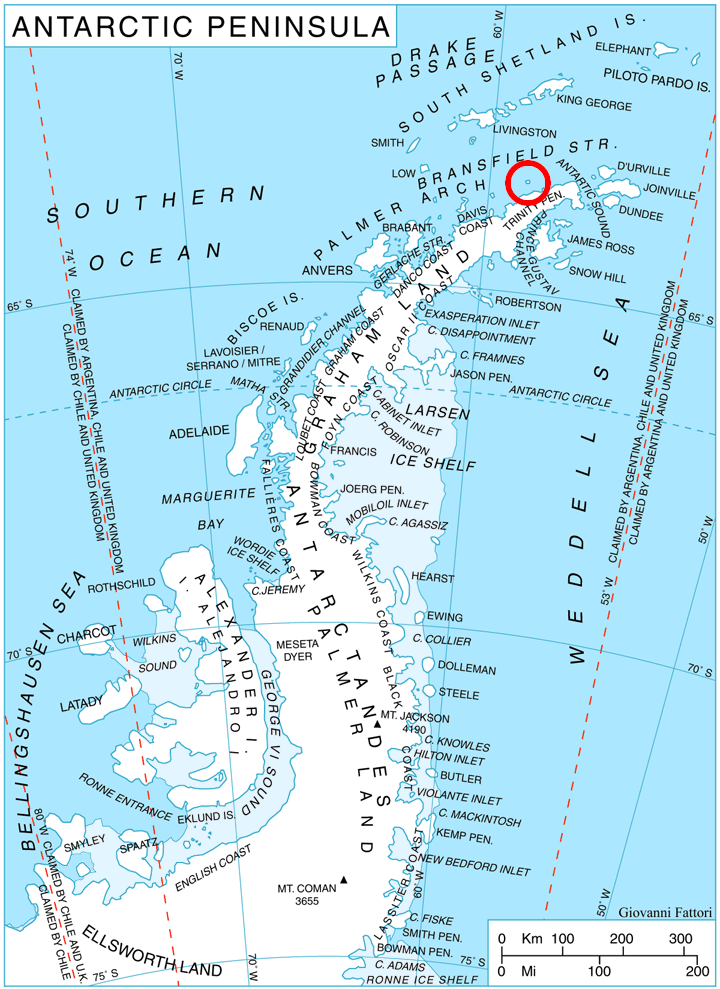

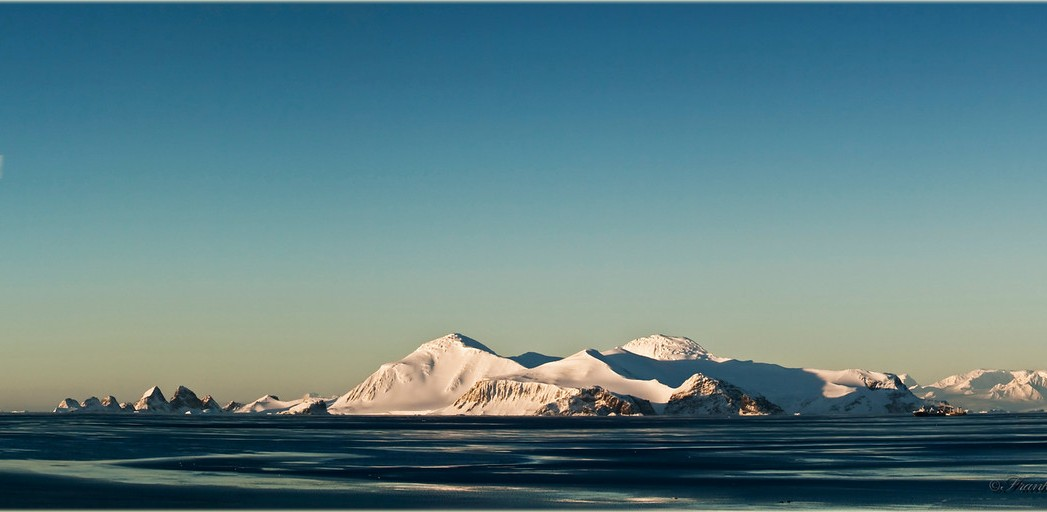

拉杜伊爾角（英語：Raduil Point）是南極洲的海岬，位於星盤島西北端，處於謝雷爾角西北面4.5公里和德魯莫哈爾峰以西3.15公里的布蘭斯菲爾德海峽，以保加利亞西南部鄉鎮命名，現時由南極條約體系管理。